# Patricia Barry

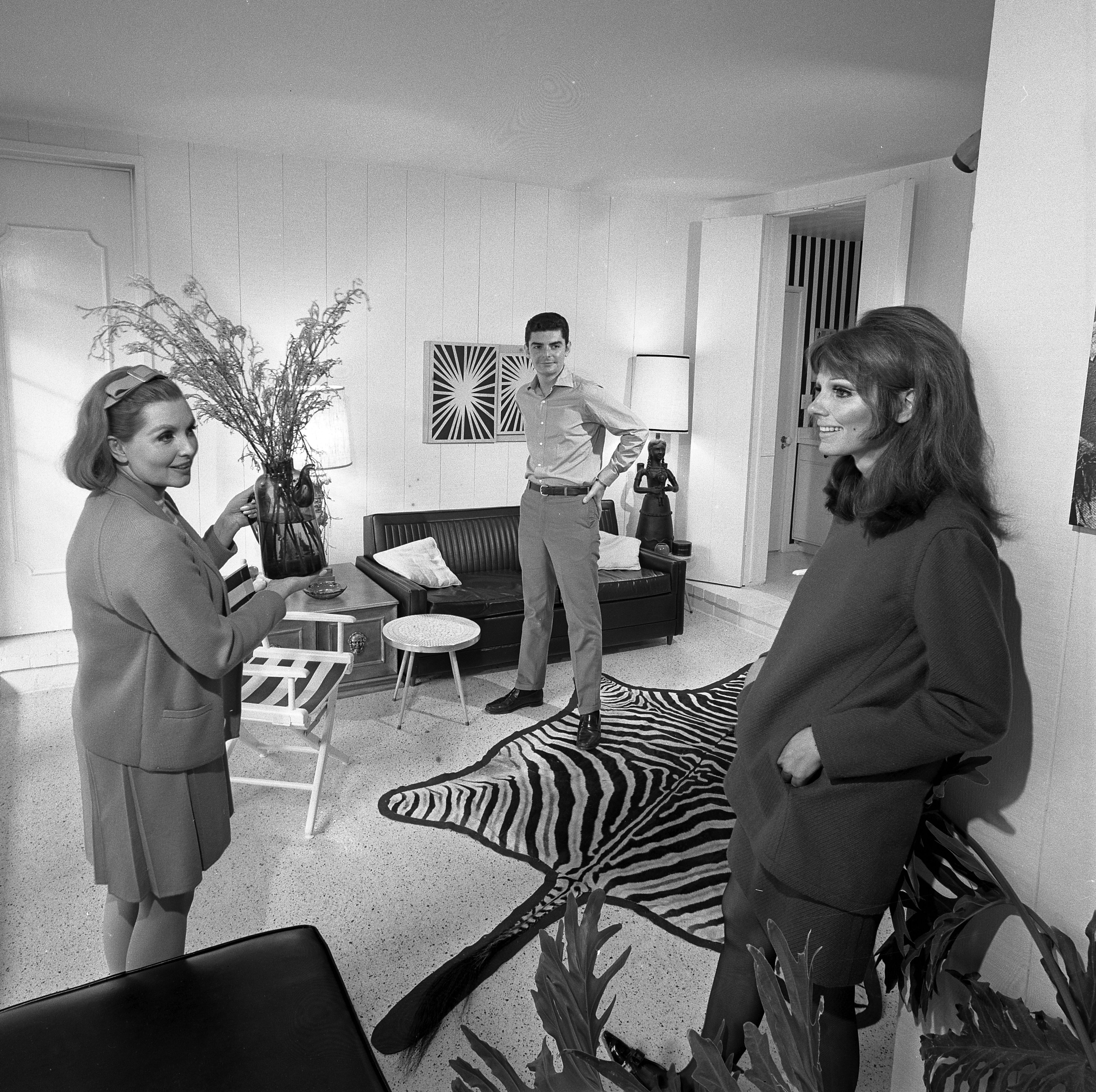
Patricia Barry (links) mit Richard Benjamin und Paula Prentiss (1967)

Patricia Barry (eigentlich Patricia White; * 16. November 1922 in Davenport, Iowa; † 11. Oktober 2016 in Los Angeles, Kalifornien) war eine US-amerikanische Schauspielerin.

## Leben
Patricia Barry gab 1946 ihr Filmdebüt, unter ihrem Geburtsnamen Patricia White, in dem Film Her Kind of Man. Es folgten noch im selben Jahr Filme wie Trügerische Leidenschaft an der Seite von Bette Davis und Die Bestie mit den fünf Fingern neben Peter Lorre. 1949 spielte sie neben Glenn Ford in Alarm in der Unterwelt und 1964 mit Doris Day in Schick mir keine Blumen.
Ab Mitte der 1950er Jahre (inzwischen unter dem Namen Patricia Barry) war sie vor allem in Fernsehproduktionen zu sehen. Sie spielte unter anderem Gastrollen in Serienklassikern wie Rauchende Colts, Dallas, Unter der Sonne Kaliforniens, Columbo, Law & Order, Simon & Simon, Drei Engel für Charlie, Mord ist ihr Hobby und zuletzt 2001 in Providence. Von 1971 bis 1974 war sie in der Soap Zeit der Sehnsucht zu sehen. Großen Erfolg hatte sie auch in der Springfield Story, wo sie von 1984 bis 1987 die Miss Sally Gleason spielte.
Nach Mitte der 1990er Jahre stand sie nur noch sporadisch vor der Kamera, ihre letzte Rolle übernahm sie 2014 in dem Film Delusional. Patricia Barry war von 1952 bis zu seinem Tod 1998 mit Philip Barry jr. verheiratet.

## Filmografie (Auswahl)
- 1946: Her Kind of Man
- 1946: Trügerische Leidenschaft (Deception)
- 1946: Die Bestie mit den fünf Fingern (The Beast with Five Fingers)
- 1946: Humoreske (Humoresque)
- 1947: Der Fluch des Wahnsinns (Cry Wolf)
- 1947: Besuch in Kalifornien (The Man I Love)
- 1947: Mädchen für Hollywood (Variety Girl)
- 1949: Alarm in der Unterwelt (The Undercover Man)
- 1949: Leicht französisch (Slightly French)
- 1949: Männer mit eisernen Nerven (Riders oh the Whistling Pines)
- 1950: Der tätowierte Fremde (The Tattooed Stranger)
- 1964: Schick mir keine Blumen (Send Me No Flowers)
- 1964: Die Frau seines Herzens (Dear Heart)
- 1964: Das Mädchen mit der Peitsche (Kitten with a Whip)
- 1979: Victor Charlie ruft Lima Sierra (The French Atlantic Affair) (Miniserie)
- 1981: Das Erwachen (The End of August)
- 1983: Unheimliche Schattenlichter (Twilight Zone: The Movie)
- 1984–1987: Springfield Story (Guiding Light) (Fernsehserie)
- 2014: Delusional